# Guido Mannari
Guido Mannari (Castiglioncello, 13 dicembre 1944 – Castiglioncello, 10 agosto 1988) è stato un attore italiano.

## Biografia
Nacque a Castiglioncello, frazione di Rosignano Marittimo, da una famiglia numerosa. Aveva tre fratellastri. Il padre, Giulio Mannari, era titolare dell'unica fattoria locale. La madre, Lina Monti, dopo il matrimonio si dedicò interamente all'educazione dei figli. 
Frequentò la scuola di avviamento professionale a Rosignano Solvay e da giovane lavorò come aiuto idraulico. Prima di iniziare la carriera di attore, Mannari fu giocatore di calcio semi-professionista nella squadra della sua città; di ruolo terzino del Pontedera, ma sarà costretto a ritirarsi dal calcio a causa di un grave infortunio al ginocchio. La sua passione per il cinema sbocciò già nell'infanzia; trasferitosi a Roma in giovane età, Mannari decise di intraprendere la carriera di attore, ispirato dal film Il sorpasso, girato a Castiglioncello, sua città natale. Dopo aver recitato per un breve periodo nel teatro d'avanguardia della capitale, decise di recarsi negli Stati Uniti per un anno al fine di migliorare la sua futura professione.

Guido Mannari in Blu Gang - E vissero per sempre felici e ammazzati (1973)

Tornato in Italia, debuttò sul grande schermo in Arabella, diretto da Mauro Bolognini nel 1967. Venne scelto ancora da Bolognini per L'assoluto naturale del 1969. Uno dei suoi ruoli più importanti fu quello di "Kane Blue" nel film Blu Gang - E vissero per sempre felici e ammazzati del 1973. Mannari ebbe un ruolo centrale in Number One sempre del 1973, dove interpretò il fotografo e gangster "Massimo". Il film, scomparso molto rapidamente dai cinema nel 1973, tornò sul grande schermo e in televisione in una versione restaurata nel 2021. Guido partecipò alla prima del film Storia de fratelli e de cortelli a Saint-Vincent il 3 maggio 1973 con Tina Aumont e Maurizio Arena.
Durante le riprese di Squadra antiscippo, ci fu un incidente tra l'attrice Maria Rosaria Omaggio e Guido. Nella scena, che venne realizzata a Monte Sacro, la Omaggio doveva essere assalita, picchiata e spogliata da una banda di quattro malviventi; la scena fu ripetuta diverse volte, perché l'attrice mentre veniva scaraventata a terra e pressa schiaffi da Guido Mannari, batté la testa sull'asfalto perdendo i sensi, ma venne soccorsa dal regista Bruno Corbucci, che dirigeva le riprese. La Omaggio rimase leggermente ferita alla bocca, ma non volle essere accompagnata in ospedale.
Altro ruolo significativo fu quello di Quinto Nevio Cordo Sutorio Macrone in Caligola (1979) di Tinto Brass. Grazie al suo aspetto bello e imponente, Mannari era perfetto per il ruolo; parlava correntemente l'inglese, ma a causa del suo accento italiano fu doppiato da Patrick Allen. Lavorò anche come fotomodello posando per riviste di moda ma anche per Playmen e Party. Guido Mannari partecipò a un servizio fotografico con Dalila Di Lazzaro. Giocò a calcio nella squadra nazionale attori e cantanti. Il 28 giugno 1972 partecipò a una gara a Foligno, con la nazionale artisti contro quella dei giornalisti: la partita finì 3-2 per la nazionale artisti; per gli artisti segnarono Pier Paolo Pasolini, Franco Citti e Mannari. Era membro dell'Associazione Cinema Democratico e fece parte del collegio sindacale.
A causa del declino fisico (ingrassò notevolmente), dopo i 35 anni non fu più invitato a ricoprire ruoli di rilievo. Verso la fine della sua vita divenne molto religioso e fu membro dei Testimoni di Geova.
Mannari morì a 43 anni, la mattina del 10 agosto 1988, a causa di un infarto, mentre correva al laghetto alle Spianate di Castiglioncello. Riposa nel cimitero di Castiglioncello.

## Vita privata

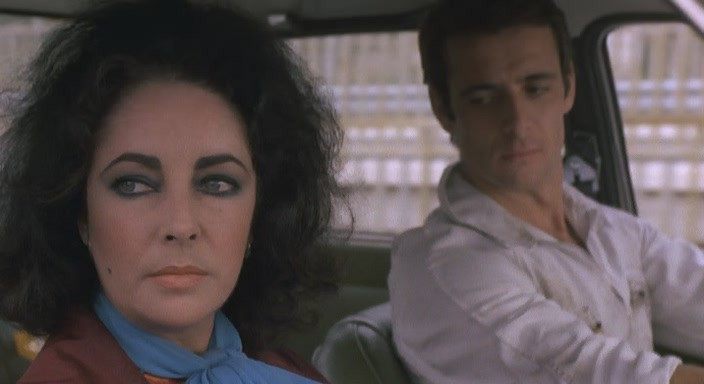
Elizabeth Taylor e Guido Mannari in una scena del film Identikit (1974)

Una delle sue relazioni più famose, ma di breve durata, fu quella con Elizabeth Taylor, conosciuta durante le riprese del film Identikit del 1974; si fecero vedere insieme anche alla prima del film.

## Filmografia

### Cinema
- Arabella, regia di Mauro Bolognini (1967)
- L'assoluto naturale, regia di Mauro Bolognini (1969)
- Mazzabubù... Quante corna stanno quaggiù?, regia di Mariano Laurenti (1971)
- Il Decameron, regia di Pier Paolo Pasolini (1971)
- Madness - Gli occhi della luna, regia di Cesare Rau (1971)
- Un po' di sole nell'acqua gelida (Un peu de soleil dans l'eau froide), regia di Jacques Deray (1971)
- Blindman, regia di Ferdinando Baldi (1971)
- Storia de fratelli e de cortelli, regia di Mario Amendola (1973)
- Number One, regia di Gianni Buffardi (1973)
- Blu Gang - E vissero per sempre felici e ammazzati, regia di Luigi Bazzoni (1973)
- Identikit, regia di Giuseppe Patroni Griffi (1974)
- Giubbe rosse, regia di Joe D'Amato (1975)
- Squadra antiscippo, regia di Bruno Corbucci (1976)
- Caligola, regia di Tinto Brass (1979)
- Il medium, regia di Silvio Amadio (1980)
- Il giardino dell'Eden (Eden no sono), regia di Yasuzō Masumura (1980)
- Windsurf - Il vento nelle mani, regia di Claudio Risi (1984)
- La donna delle meraviglie, regia di Alberto Bevilacqua (1985)

### Televisione
- Orlando furioso, regia di Luca Ronconi – miniserie TV, 2 episodi (1974)
- Il ritorno di Simon Templar (Return of the Saint) – serie TV, episodio 1x21 (1979)